# Vladimir Varićak
Vladimir Varićak (também Varičak, Otočac, 1 de março de 1865 – 17 de janeiro de 1942) foi um matemático e físico iugoslavo, conhecido principalmente por suas contribuições à geometria não euclidiana e relatividade restrita.
Foi palestrante do Congresso Internacional de Matemáticos em Roma (1908) e Bolonha (1928).

## Publicações
- Varičak, V. (1908) Beiträge zur nichteuklidischen Geometrie, Volume 17, p. 70–83
- Varićak, V. (1908) "Zur nichteuklidischen analytischen Geometrie", Proceedings of the International Congress of Mathematicians, Volume II, p. 213–26.

Teoria da relatividade
- Varićak, V. (1910). «Anwendung der Lobatschefskijschen Geometrie in der Relativtheorie». Physikalische Zeitschrift. 11: 93–6
- Varićak, V. (1910). «Die Relativtheorie und die Lobatschefskijsche Geometrie». Physikalische Zeitschrift. 11: 287–293
- Varićak, V. (1910). «Die Reflexion des Lichtes an bewegten Spiegeln». Physikalische Zeitschrift. 11: 586–587
- Varićak, V. (1911). «Die Interpretation der Relativtheorie in der Lobatschevkijschen Geometrie (Serbian)». Proc. Serb. Acad. 93: 211–255
- Varićak, V. (1911). «Zum Ehrenfestschen Paradoxon». Physikalische Zeitschrift. 12. 169 páginas
- Varićak, V. (1912). «Über die nichteuklidische Interpretation der Relativtheorie». Jahresbericht der Deutschen Mathematiker-Vereinigung. 21: 103–127
- Varićak, V. (1914). «Bemerkungen zur Relativtheorie». Bull. Acad. Zagreb (2): 46–64
- Varićak, V. (1915). «Beitrag zur nichteuklidischen Interpretation der Relativtheorie». Bull. Acad. Zagreb (3): 46–49
- Varićak, V. (1915). «Über die Transformation des elektromagnetischen Feldes in der Relativtheorie». Bull. Acad. Zagreb (3): 101–106
- Varićak, V. (1915). «Eine Bemerkung zum Dopplerschen Effekt». Bull. Acad. Zagreb (4): 87–88
- Varićak, V. (1924). Darstellung der Relativitätstheorie im drei-dimensionalen Lobatschefskijschen Raume. Zagreb: Narodni Novini
- Varićak, V. (1936). «Relativity theory and the Universe». Nature (137). 707 páginas